# Francisco Tomás Vert
Francisco Tomás Vert (Valencia, 20 de septiembre de 1943) es un químico y catedrático universitario español.

## Biografía
Francisco Tomás se licenció en Ciencias Químicas en la Universidad de Valencia en 1961 y se doctoró en la misma universidad en 1971, en ambos casos con Premio Extraordinario. Fue profesor adjunto en la Universidad Autónoma de Madrid, si bien el resto de su carrera como educador lo ha desarrollado en la Universidad de Valencia donde se incorporó como profesor agregado hasta alcanzar la cátedra de Química Física en la Facultad de Química en 1982. Es autor de más de ciento cuarenta artículos publicados, ha dirigido casi una veintena de tesis doctorales y entre sus discípulos se encuentran ocho catedráticos y once profesores titulares de universidad.
Ocupó los cargos de vicedecano y decano de la Facultad, así como de vicerrector de investigación y, finalmente, rector de la Universidad de Valencia, puesto este último que ocupó de 2002 a 2010. Fue el primer rector de dicha universidad que fue elegido por el sistema de voto ponderado.
En 2010 fue nombrado doctor honoris causa por la Universidad Nacional de San Luis y en 2011 ingresó como académico de número en la Real Academia de Medicina de la Comunidad Valenciana con el discurso de recepción Estructura y dinámica de las proteínas. Los modelos multiescala aplicados a biomoléculas.